# 被災地からの声
『被災地からの声』（ひさいちからのこえ）は、2011年3月20日から東北地方のNHK総合テレビジョンで放送されているNHK仙台放送局制作の地域情報番組である。2021年度から、番組名を『被災地からの声 つぎの一歩』（ひさいちからのこえ つぎのいっぽ）に変更して放送される。
本項目では、熊本県向けに放送されるNHK熊本放送局制作の『熊本地震 被災地からの声』、石川県向けに放送されるNHK金沢放送局制作の『被災地の声』についても記載する。

## 概要
2011年3月11日に発生した東北地方太平洋沖地震（東日本大震災）の被災地（岩手県・宮城県・福島県）の在住者にインタビューする番組である。番組スタッフが被災した地域に出向いて被災者にインタビューをし、今訴えたいことをスケッチブックに書いて呼び掛ける。このスタイルは開始当初から変えていない。進行は、宮城県石巻市出身でNHK仙台放送局アナウンサーの津田喜章が務めている。津田自身も被災者であり、ディレクターとして被災者へのインタビューに出向くこともある。
番組は開始当初から東北地方向けの放送となっているが、全国放送では震災特別編成実施時の2011年3月21日に開始した『被災者 いま訴えたいこと』として当初放送された。『ゆうどきネットワーク』キャスターの山本哲也と出田奈々が番組を進行した。被災者に要望や意見などをフリップに書いてそれぞれの意見を話す形で進められた。
その後、東北地方のみでの放送に移行し、放送時間の変更を繰り返し現在も続けられている。なお、2011年6月12日の15:35からは全国放送が実施され、当日東北地方向けに放送された宮城県石巻市の模様が紹介された。またこの日には、通常実施していない字幕放送を付加した上での放送が行われた。『ゆうどきネットワーク』では、この『被災地からの声』を番組の1コーナーとして、内容を抜粋した上で放送する。しかし、番組宛には「番組そのものを全国放送してほしい」という意見が寄せられており、番組の公式サイト上でもそれがたびたび紹介される。現在、定時での全国放送は行っていないが、主に震災発生日の3月11日前後の深夜帯や不定期の平日の日中に全国放送される（総合テレビ、BS1での放送例もあり）。なお、2021年3月3日からNHKプラスの「ご当地プラス」において、ネット配信を実施している（配信期間に制限あり）。

## 放送時間
いずれも日本標準時。
- 2011年3月20日 - 2011年5月7日：不定
この時期は30分の帯番組として放送された。10時台・13時台・23時台のいずれかに放送されることが多かった。
- 2011年5月15日 - 2012年3月25日：日曜日 8:00 - 8:25
- 2012年4月5日 - 2017年3月23日：木曜日 12:20 - 12:45
この時期は同時間帯に他の地方で行われている『サラメシ』の再放送（月に1回放送の『月刊やさい通信』を含む）は東北地方では行われなかった。ただし、正午の『NHKニュース』が12:25頃[9]まで延長された日などには同番組を同時ネットする場合もあった。
- 2017年4月16日 - 2018年3月18日：日曜日 13:05 - 13:28
- 2018年4月7日 - 2020年3月28日：土曜日：9:30 - 9:54[10]
『助けて!きわめびと』（2018年度）は東北地方では5日遅れの木曜 11:05 - 11:30の放送。『有吉のお金発見 突撃!カネオくん』（2019年度）の再放送は東北地方に限り10:35 - 11:05に遅れネットで放送（放送当日の時差放送）。
- 2020年4月4日 - ：土曜日 10:05 - 10:29

なお、2021年3月14日放送の『あしたの命を守りたい〜NHK民放 取材者たちの震災10年〜』（総合テレビ）においては、当番組の紹介のほかに、津田自身もパネラーとして出演している（津田と同じ石巻市出身でTBSテレビ報道局記者（放送時点）の原田真衣も出演）。

## 熊本地震 被災地からの声
『熊本地震 被災地からの声』（くまもとじしん ひさいちからのこえ）は、熊本県のNHK総合テレビジョンで放送される地域情報番組。熊本地震の被災者へのインタビューで、『被災地からの声』同様スケッチブックに訴えたいことを書いて呼び掛ける内容となっている。
- 定時放送：隔月第1土曜日 11:00 - 11:25（2018年度）[12] - これ以降は不定期放送となっている。

## 被災地の声
『被災地の声』（ひさいちのこえ）は、石川県のNHK総合テレビジョンで、放送される地域情報番組。令和6年能登半島地震の被災者へのインタビューを放送する。
- 平日10時台の『能登半島地震関連ニュース・NHKライフライン情報石川』（2024年2月29日まで）や18時台の『かがのとイブニング』（2024年3月1日以降）内などで放送。